# FK 슬로보다 우지체
FK 슬로보다 우지체(세르비아어: Фудбалски клуб Слобода Ужице / Fudbalski klub Sloboda Užice)는 우지체를 연고로 하는 세르비아의 축구 클럽이다. 현재는 세르비아 리가 웨스트에 참가하고 있다.

## 선수 명단

### 현역
참고: FIFA 자격 규정에 따라 소속된 국가대표팀 국기를 표시합니다. 선수는 복수의 FIFA 비회원국 국적을 가지고 있을 수 있습니다.
| 번호 | 포지션 | 국적       | 이름              |
| ---- | ------ | ---------- | ----------------- |
| 14   | FW     | 나이지리아 | 셰드랙 찰스       |
| 17   | MF     | 가나       | 세이도르프 아계망 |

| 번호 | 포지션 | 국적                  | 이름              |
| ---- | ------ | --------------------- | ----------------- |
| 19   | MF     | 코트디부아르          | 이시아카 뎀벨     |
| 24   | MF     |                       | 명세진            |
| 27   | FW     | 몬테네그로            | 드라골주브 라도만 |
| 29   | FW     | 보스니아 헤르체고비나 | 밀란 사비치       |

### 역대
틀:FK 슬로보다 우지체 선수 명단
틀:세르비아 리가 웨스트